# Liste des œuvres de Philip K. Dick
Philip K. Dick (16 décembre 1928 - 2 mars 1982) est un auteur américain prolifique connu pour ses romans, nouvelles et essais de science-fiction. Il est aussi l'auteur d'ouvrages ne se rattachant pas à la science-fiction. Ces derniers ont été majoritairement publiés après sa mort.
Il a été édité en France plus de 44 romans et près de 122 nouvelles. La bibliographie de Philip K. Dick est aujourd'hui toujours éditée, rééditée et constituée de nouveaux recueils. Certains romans connaissent également de nouvelles traductions comme Le Maître du Haut Château (février 2012) ou Le Dieu venu du Centaure (mai 2013).

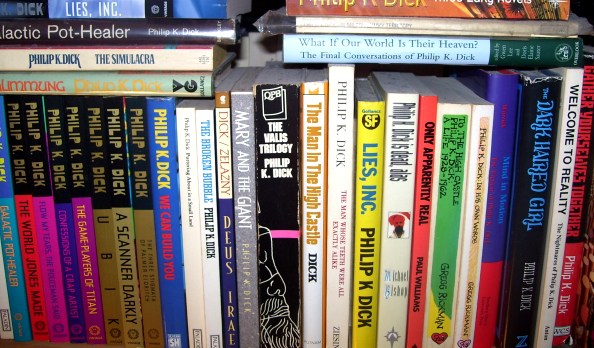
Étagère de livres anglophones de Philip K. Dick.

## Romans
Les recueils publiés chez Omnibus comportent une bibliographie ayant 294 entrées rien que pour ses œuvres de fictions.

### Anthologies de romans
Différentes anthologies de romans ont été publiés :
- Presses de la Cité, coll. « Omnibus » : tome 1 (Substance rêve, 1993), tome 2 (Dédales sans fin, 1993), tome 3 (La porte obscure, 1994) et tome 4 (Aurore sur un jardin de palmes, 1994) ;
- J'ai lu, coll. « Nouveaux Millénaires » : Romans, tomes 1 (1953-1959), tome 2 (1960-1963), tome 3 (1963-1964) et tome 4 (1965-1969).

### Romans publiés du vivant de Philip K. Dick
À part Confessions d'un barjo, seuls les romans de science-fiction de Philip K. Dick ont été publiés de son vivant. 
- Loterie solaire ((en) Solar Lottery, 1955)
- Les Chaînes de l'avenir ((en) The World Jones made, 1956)
- Les Pantins cosmiques ((en) The Cosmic Puppets, 1956) [détail des éditions]
- Le Détourneur ((en) The Man who Japed, 1956) - Le Sagittaire coll. « Contre-coup » n° 8, 1977, paru aussi sous le titre Le Profanateur
- L'Œil dans le ciel ((en) Eye in the Sky, 1957)
- Le Temps désarticulé ((en) Time Out of Joint, 1959)
- Docteur Futur ((en) Dr Futurity, 1960) [détail des éditions]paru sous le titre Le voyageur de l'inconnu dans l'édition Le Masque Science fiction, 1974
- Les Marteaux de Vulcain ((en) Vulcan's Hammer, 1960) [détail des éditions]
- Le Maître du Haut Château ((en) The Man in the High Castle, 1962)
- Les Joueurs de Titan ((en) The Game Players of Titan, 1963) [détail des éditions]
- Les Clans de la lune alphane ((en) Clans of the Alphane Moon, 1964)
- Glissement de temps sur Mars ((en) Martian Time-Slip, 1964) [détail des éditions]initialement paru en 1963 sous le titre Nous les Martiens
- Simulacres ((en) The Simulacra, 1964)
- La Vérité avant-dernière ((en) The Penultimate Truth, 1964) [détail des éditions]
- Le Dieu venu du Centaure ((en) The Three Stigmata of Palmer Eldritch, 1965)
- Dr Bloodmoney ((en) Doctor Bloodmoney, or How we got Along after the Bomb, 1965)
- Le Zappeur de mondes ((en) The Zap Gun, 1965) [détail des éditions]paru sous le titre Dedalusman dans l'édition Le Masque, 1974
- Mensonges & Cie ((en) The Unteleported Man, 1966)
- La Brèche dans l'espace ((en) The Crack in Space, 1966) [détail des éditions]
- En attendant l'année dernière ((en) Now wait for Last Year, 1966) [détail des éditions]
- À rebrousse-temps ((en) Counter-clock World, 1967) [détail des éditions]
- Les Machines à illusions ((en) The Ganymede Takeover, 1967) [détail des éditions]
- Les androïdes rêvent-ils de moutons électriques ? ((en) Do Androids Dream of Electric Sheep?, 1968)retitré Blade Runner après la sortie du film
- Le Guérisseur de cathédrales ((en) Galactic Pot-Healer, 1969)
- Ubik ((en) Ubik, 1969)
- Au bout du labyrinthe ((en) A Maze of Death, 1970) [détail des éditions]
- Message de Frolix 8 ((en) Our Friends from Frolix 8, 1970) [détail des éditions]
- Le Bal des schizos ((en) We can Build you, 1972) [détail des éditions]
- Coulez mes larmes, dit le policier ((en) Flow my Tears, the Policeman Said, 1974)paru aussi sous le titre Le Prisme du néant
- Confessions d'un barjo ((en) Confessions of a Crap Artist, 1975)paru aussi sous le titre Portrait de l'artiste en jeune fou
- Deus Irae ((en) Deus Irae, 1976)Écrit avec Roger Zelazny.
- Substance Mort ((en) A Scanner Darkly, 1977)Prix British Science Fiction 1978 - En sera tiré en 2006 le film d'animation A Scanner Darkly de Richard Linklater
- SIVA ((en) VALIS, 1980)
- L'Invasion divine ((en) The Divine Invasion, 1981)
- La Transmigration de Timothy Archer ((en) The Transmigration of Timothy Archer, 1982)

### Romans posthumes de Philip K. Dick
À part Mensonges et Cie, Radio libre Albemuth et Nick et le Glimmung, ce sont des romans n'appartenant pas au genre science-fiction que Dick n'avait pas pu publier de son vivant.
- Mensonges et Cie ((en) Lies,Inc., 1983) - Ailleurs et Demain, 1984
- L'Homme dont les dents étaient toutes exactement semblables ((en) The Man Whose Teeth Were All Exactly Alike, 1984) [détail des éditions]
- Aux pays de Milton Lumky ((en) In Milton Lumky Territory, 1985) - 10/18 N°2317,1992
- Humpty Dumpty à Oakland ((en) Humpty Dumpty in Oakland, 1985)
- Bricoler dans un mouchoir de poche, J'ai lu, 2012 ((en) Puttering about in a Small Land, 1985)
- Nick et le Glimmung ((en) Nick and the Glimmung, 1985) - Folio junior N°573, 1989
- Radio libre Albemuth ((en) Radio Free Albemuth, 1985)
- Pacific Park ((en) Mary and the Giant, 1987)
- La Bulle cassée ((en) The Broken Bubble, 1988) [détail des éditions]
- Ô nation sans pudeur, J'ai lu, 2012 ((en) Gather Yourselves Together, 1994)Écrit entre 1948 et 1950
- Les Voix de l’asphalte ((en) Voices from the Street, 2007) [détail des éditions]Écrit en 1952-1953

### Romans inachevés
- Suite du roman Le Maître du Haut Château, 1964-1974Philip K. Dick a volontairement stoppé l'écriture de ce roman
- The Owl in Daylight, 1982Inachevé à la suite de la mort de Philip K. Dick

## Nouvelles
Philip K. Dick a touché à plusieurs genres : nouvelles policières, nouvelles fantastiques et nouvelles de science-fiction. Si certaines de ses nouvelles sont humoristiques, la plupart sont marquées par la recherche de l'identité et par l'illusion du monde qui entoure le héros. Philip K. Dick a écrit près de 121 nouvelles.
L'intégrale des nouvelles est parue regroupée en français chez l'éditeur Denoël en quatre tomes de 1994 à 1998 :
- Nouvelles 1947-1952, Denoël, coll. « Présences » no 18, 759 pages, 1994  (ISBN 2-207-24065-7) ;
- Nouvelles 1952-1953, Denoël, coll. « Présences » no 25, 740 pages, 1996  (ISBN 2-207-24338-9) ;
- Nouvelles 1953-1963, Denoël, coll. « Présences » no 35, 690 pages, 1997  (ISBN 2-207-24452-0) ;
- Nouvelles 1963-1981, Denoël, coll. « Présences » no 42, 720 pages, 1998  (ISBN 2-207-24591-8).

Elles furent ensuite regroupées en deux volumes, toujours chez l'éditeur Denoël en 2000 :
- Nouvelles, tome 1 / 1947-1953, Denoël, coll. « Lunes d'encre » no 15, 1512 pages, 2000  (ISBN 2-207-25174-8); réédition en 2006  (ISBN 2-207-25870-X) ;
- Nouvelles, tome 2 / 1953-1981, Denoël, coll. « Lunes d'encre » no 16, 1392 pages, 2000  (ISBN 2-207-25175-6); réédition en 2006  (ISBN 2-207-25871-8).

En 2020, l'éditeur Gallimard publie à son tour l'intégrale des nouvelles en deux volumes :
- Nouvelles complètes, I. 1947-1953, Gallimard, coll. « Quarto », 1280 pages, 2020  (ISBN 2-07-285870-4);
- Nouvelles complètes, II. 1954-1981, Gallimard, coll. « Quarto », 1184 pages, 2020  (ISBN 2-07-285873-9).

Les dates de références utilisées ci-dessous sont les dates de publication originale et non les dates de création des œuvres. Les titres de certaines nouvelles ayant varié au gré des traductions, ils sont cités du plus récent au plus ancien.

### Années 50

#### 1952
- juillet 1952
  - L'Heure du wub (Beyond Lies the Wub)
- septembre 1952
  - Le Canon (The Gun)
  - Le Crâne (The Skull)
- novembre 1952
  - Mini-révolte ou La révolte des jouets (The Little Movement)

#### 1953
- janvier 1953
  - Les Défenseurs (The Defenders)
  - Monsieur le Vaisseau (Mr. Spaceship)
- février 1953
  - Le Joueur de pipeau vit tout au fond des bois ou Le Joueur de flûte (Piper in the Woods)
  - Reug ou Roug (Roog)
- mai 1953
  - Nouveau Modèle ou Seconde Variété (Second Variety)
  - Les Infinis (The Infinites)
  - Le Monde qu'elle voulait (The World She Wanted)
- juin 1953
  - Colonie ou Défense passive ou Les défenseurs (Colony)
  - La Dame aux biscuits (The Cookie Lady)
  - Des nuées de Martiens (Martians Come in Clouds ou The Buggies)
  - La Clause du salaire (Paycheck)
  - L'Imposteur (Impostor)
  - La Machine à conserver ou La Machine à préserver ou La Machine à sauver la musique (The Preserving Machine)
- juillet 1953
  - Les Braconniers du cosmos (The Cosmic Poachers ou Burglar)
  - Le Sacrifié (Expendable ou He Who Waits)
  - L'Infatigable Grenouille (The Indefatigable Frog)
  - L'Homme variable ou L'Homme-variable (The Variable Man)
- août 1953
  - Le Banlieusard (The Commuter)
  - Dans le jardin (Out in the Garden)
  - Des yeux voltigeurs ou À vue d'œil (The Eyes Have It)
  - Nous les Martiens (All we Marsmen)
- septembre 1953
  - Le Grand O (The Great C)
  - Le Roi des elfes (The King of the Elves ou Shadrach Jones and the Elves)
  - Le Problème des bulles (The Trouble with Bubbles ou Plaything)
- octobre 1953
  - La Planète impossible (The Impossible Planet ou Legend)
  - Planètes pour hôtes de passage (Planet for Transients ou The Itinerants)
  - Tant qu'il y a de la vie... (Some Kinds of Life ou The Beleagured)
- décembre 1953
  - Le Constructeur (The Builder)
  - Le Pendu dans le square ou L'Inconnu du réverbère (The Hanging Stranger)
  - Projet : Terre (Project: Earth ou One Who Stole)

#### 1954
- janvier 1954
  - Un cadeau pour Pat (A present for Pat)
  - La Crypte de cristal (The crystal crypt ou The cristal gift)
  - Derrière la porte (Beyond the door)
  - Le monde de Jon (Jon's world)
  - Le Soulier qui trouva chaussure à son pied ou La Vie courte et heureuse du soulier animé (The short Happy Life of the Brown Oxford)
  - Tony et les scarabées ou Tony et les "Bêtes" (Tony and the Beetles (Retreat from Rigel))
- avril 1954
  - L'Homme doré (The golden man)
- mai 1954
  - Un auteur éminent (Prominent author)
  - James P. Crow (James P. Crow)
  - Mission d'exploration (Survey Team)
  - La petite ville ou Une petite ville (Small town)
- juin 1954
  - Service avant-achat ou Vente à outrance (Sales pitch)
- juillet 1954
  - Des pommes ridées (Of withered apples)
  - Petit déjeuner au crépuscule (Breakfast at twilight)
  - Les Rampeurs (The crawlers)
  - Le tour de roue ou La roue tourne (The Turning wheel)
- août 1954
  - Reconstitution historique (Exhibit Piece)
- septembre 1954
  - Dans la coque ou Les assiégés (Shell Game)
  - Rajustement (Adjustment Team)
- octobre 1954
  - Interférence ou Touche à tout (Meddler)
  - Un monde de talents (A World of Talents)
  - Souvenir (Souvenir)
- novembre 1954
  - Le Dernier des maîtres (The last of the masters)
  - Progéniture (Progeny)
- décembre 1954
  - En ce bas monde ou Sur la Terre sans joie (Upon the dull Earth)
  - Etrange Eden (Strange Eden)
  - Le Père truqué (The father-thing)
  - Un vaisseau fabuleux ou Le vaisseau arraisonné (Prize ship)

#### 1955
- janvier 1955
  - Foster, vous êtes mort ! (Foster, You're Dead!)
- mars 1955
  - L'Ancien Combattant ou Le vétéran (War Veteran) dans Worlds of If
- avril 1955
  - Marché captif ou Clientèle captive (Captive Market) dans If no 2
  - La Nanny ou Nanny (Nanny)
- juin 1955
  - Immunité ou Chasse aux capuchons (Immunity ou The Hood Maker)
- juillet 1955
  - Où il y a de l'hygiène… ou Chrome et châtiment (The Chromium Fence) dans Imagination
  - Expédition de surface ou Expédition en surface (A Surface raid)
  - Visite d'entretien ou Service de réparation ou Service après-vente (Service Call) dans Science Fiction Stories
- août 1955
  - A l'image de Yancy (The Mold of Yancy) dans Worlds of If
- novembre 1955
  - Autofab ou Le Règne des robots ou Autofac (Autofac) dans Galaxy Science Fiction
  - Consultation externe ou Le Psi et l'Enfant (Psi-Man, Heal My Child!) dans Imaginative Tales
- décembre 1955
  - Définir l'humain ou Etre humain c'est… (Human is)

#### 1956
- janvier 1956
  - Rapport minoritaire (The Minority Report) dans Fantastic Universe
- février 1956
  - Au service du maître (To Serve the Master)
  - Le Marteau de Vulcain (Vulcan's Hammer)
- octobre 1956
  - Copies non conformes ou Payez l'imprimeur ! (Pay for the Printer) dans Satellite Science Fiction

#### 1957
- janvier 1957
  - Machination ou Le M inaltérable ou La machine à détruire (The Unreconstructed M) dans Science Fiction Stories
- février 1957
  - Question de méthode ou Méfiez-vous les uns des autres (Misadjustment) dans Science Fiction Quarterly

#### 1958
- décembre 1958
  - Non-O (Null-O)

#### 1959
- janvier 1959
  - Le Retour des explorateurs (Explorers We) dans The Magazine of Fantasy & Science Fiction
- juillet 1959
  - Phobie or not phobie ou Souvenir écran (Recall Mechanism) dans If
- septembre 1959
  - Une proie rêvée ou Une belle prise (Fair Game)
- décembre 1959
  - Jeu de guerre ou Un jeu guerrier (War Game) dans Galaxy Science Fiction

### Années 60
| Sommaire : | - Haut - 1963 - 1964 - 1965 - 1966 - 1967 - 1968 - 1969 |

#### 1963
- octobre 1963
  - Une sinécure ou Le suppléant (Stand-by ou Top Stand-by Job)
- novembre 1963
  - Que faire de Ragland Park ? ou Qu'allons-nous faire de Ragland Park ? (What'll we do with Ragland Park?)
- décembre 1963
  - Au temps de Poupée Pat (The Days of Perky Pat)
  - Si Benny Cemoli n'existait pas ou Si Cemoli n'existait pas (If There Were no Benny Cemoli) dans Galaxy Science Fiction no 2

#### 1964
- 1964
  - The Unteleported Man
- janvier 1964
  - L'Orphée aux pieds d'argile (Orpheus with Clay Feet) dans Escapade [références des éditions]
  - Projet Argyronète (Waterspider) dans Worlds of If
- février 1964
  - Un numéro inédit (Novelty Act) in Fantastic
  - Ah, être un Gélate... ou Quelle chance d'être un Blobel ! (Oh, to Be a Blobel!)
- mars 1964
  - La Guerre contre les Fnouls (The War with the Fnools)
- juin 1964
  - Ce que disent les morts ou La Voix venue du ciel (What the Dead Men Say) dans Worlds of Tomorrow
- juillet 1964
  - Cantate 140 (Cantata 140)
  - Qui perd gagne ou Jeu de malchance (A Game of Unchance)
- août 1964
  - La petite boîte noire ou Loué soit Mercer (The little black box)
- octobre 1964
  - Un précieux artefact ou Une précieuse relique ou Simulacre (Precious Artifact)

#### 1965
- janvier 1965
  - Le retour du refoulé ou Syndrome de retrait ou Syndrome de retraite (Retreat Syndrom)

#### 1966
- avril 1966
  - Souvenirs à vendre, traduite également en français sous les titres De mémoire d'homme ou Souvenirs garantis, prix raisonnables (We Can Remember it for You Wholesale)
- mai 1966
  - Guerre sainte ou Quel agresseur? (Holy Quarrel)
- août 1966
  - Rendez-vous hier matin (Your Appointment will be Yesterday)

#### 1967
- janvier 1967
  - La Foi de nos pères (Faith of our Fathers)
- février 1967
  - Match retour (Return Match)

#### 1968
- juillet 1968
  - Ne pas se fier à la couverture ou De par sa couverture (Not by Its Cover)
- octobre 1968
  - L'histoire qui met fin à toutes les histoires pour l'anthologie d'Harlan Ellison "Dangereuses visions" (The story to end all stories for Harlan Ellison's anthology "Dangerous visions")

#### 1969
- octobre 1969
  - La Fourmi électrique ou La fourmi électronique (The Electric Ant)

### Années 70
| Sommaire : | - Haut - 1974 - 1979 |

#### 1974
- janvier 1974
  - Un p'tit quelque chose pour nous, les tempnautes! ou Pitié pour les tempnautes! (A Little Something for Us Tempunauts)
- octobre 1974
  - Les pré-personnes ou Les préhumains (The Pre-Persons)

#### 1979
- octobre 1979
  - La sortie mène à l'intérieur ou La sortie vous fout à l'intérieur (The Exit Door Leads In)

### Années 80
| Sommaire : | - Haut - 1980 - 1981 - 1984 - 1987 - 1988 |

#### 1980
- mai 1980
  - Chaînes d'air, réseaux d'éther (Chains of air, web of Aether)
- octobre 1980
  - Le cas Rautavaara (The Rautavaara's Case)
- décembre 1980
  - Le Voyage gelé ou Le souvenir qui venait du froid (The Frozen Journey ou I Hope I Shall Arrive Soon)

#### 1981
- février 1981
  - L'Autremental ou L'esprit étranger ou L'Âme des aliens (The Alien Mind)

#### 1984
- juillet 1984
  - Étranges souvenirs de mort ou Étranges souvenirs de la mort ou Étranges souvenirs d'outre-mort (Strange memories of death)

#### 1987
- mars 1987
  - L'Œil de la Sybille (The Eye of the Sibyl)
- mai 1987
  - Cadbury, le castor en manque ou Cadbury, le castor à la traîne (Cadbury, the Beaver who Lacked)
  - Le Jour où Mr Ordinateur perdit les pédales (The Day Mr. Computer Fell Out of its Tree)
  - Une odyssée terrienne (A Terran Odyssey)
  - Stabilité (Stability)

#### 1988
- décembre 1988
  - Au revoir, Vincent (Goodbye, Vincent)

## Autres œuvres
- L'Exégèse de Philip K. Dick, journal et essai (The Exegesis of Philip K. Dick, 2011 ; traduction française J'ai lu, coll. « Nouveaux Millénaires » 2016, en deux volumes, le second étant à paraître
- La Fille aux cheveux noirs, correspondance (The Dark Haired Girl, 1988 ; traduction française 2002 ; Folio SF 2004)
- Si ce Monde vous déplaît... et autres écrits (The Estate of Philip K. Dick, 1995, trad. fr. Editions de l’éclat) (références)
- Dernière conversation avant les étoiles (Entretien avec Gwen Lee, 1982; trad. fr. Editions de l’éclat)
- Ubik, le scénario (Ubik, the Screenplay, 1974, trad. fr. Les Moutons électriques), script cinéma
- Blade, Voyageur de l'Infini ou selon Ray Faraday Nelson, Philip K. Dick lui-même a été à la genèse du concept en 1969, proposant l'idée de l'ordinateur qui une fois branché sur le héros le projette dans la Dimension X.

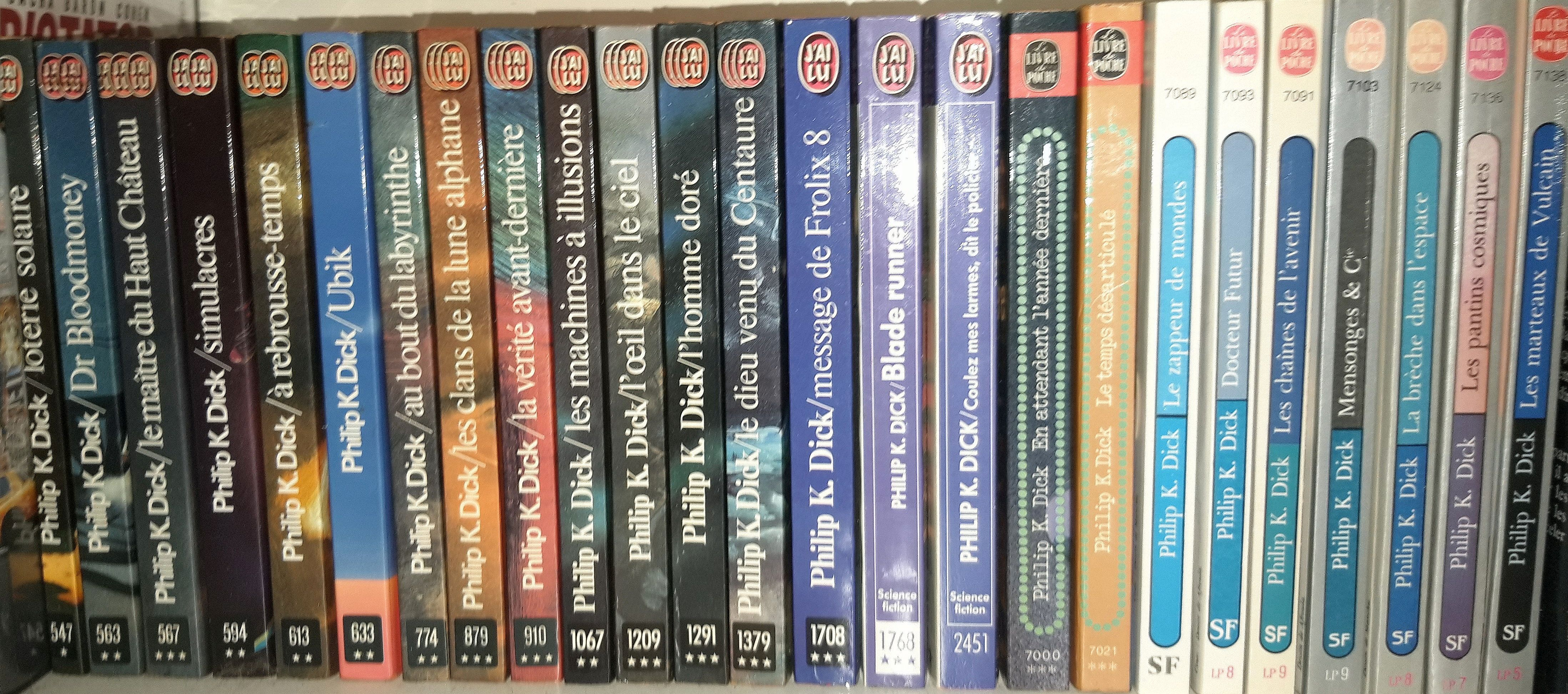
Dick en poche...
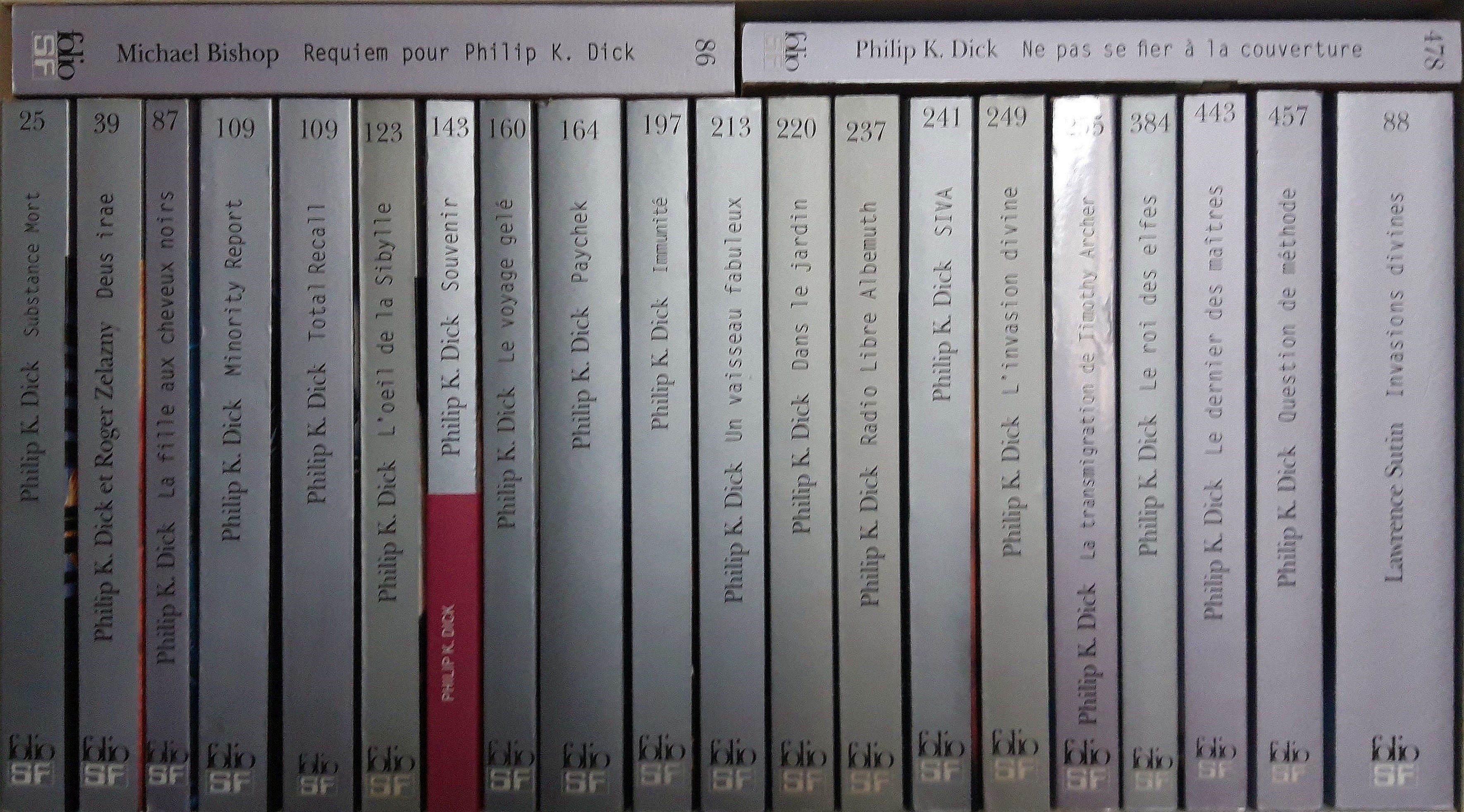
... au fil des décennies.